# Botellón

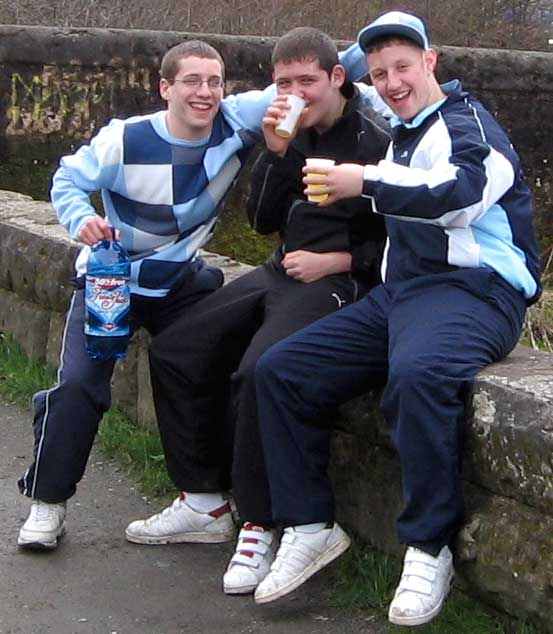
In Glasgow

Een botellón (Spaans: grote fles) is een gezelschapsfenomeen dat in Spanje in het begin van de jaren 90 is ontstaan. Een botellón bestaat uit een verzameling vrienden, vooral jongeren, die in een park of op een andere plaats in de buitenlucht samenkomen om alcoholische dranken te drinken. Dit kan zijn voor een verjaardag of een andere gelegenheid. Vaak wordt een botellón gehouden alvorens men uitgaat.
De bijeenkomsten vinden meestal plaats in de late lente en zomer, wanneer de temperatuur ook 's avonds boven de 20 graden Celsius blijft. De naam van het fenomeen is afgeleid van de wijze waarop de alcoholische dranken worden meegebracht: voorgemengd in 1 liter- of 1,5 literflessen. De drank wordt meestal in supermarkten gekocht, het is een goedkope manier om een uitgaansavond te beginnen. In veel gevallen gaat men na de botellón naar een nachtclub of discotheek.

## Problemen
Deze samenkomsten leiden vaak tot drinkgelagen, waarbij jonge mensen zwaar gealcoholiseerd raken en medisch verzorgd moeten worden. Ook het afval dat wordt achtergelaten wordt vaak als een probleem ervaren. Andere bezwaren tegen botellones zijn de soms voorkomende vechtpartijen, vandalisme, verkeerschaos en omzetverlies voor winkels in de straat waar een botellón wordt gehouden. Alcohol is voor jongeren onder de 18 jaar in Spanje verboden, ze gebruiken dus tijdens een botellón illegaal alcohol en lopen het risico op een boete. Botellones zouden ook leiden tot alcoholisme.

## Macrobotellones
Sinds het einde van de 20e eeuw worden ook macrobotellones gehouden, waarbij zich duizenden deelnemers verzamelen. Ze worden georganiseerd met behulp van sociale netwerksites zoals Facebook. De eerste macrobotellón werd in Sevilla georganiseerd om het einde van de schoolexamens te vieren, en had een opkomst van 5000 personen. Door de aandacht die de media eraan gaven waaide het fenomeen over naar andere Spaanse steden. Als officieus wereldrecord deelnemers aan een botellón wordt beschouwd de macrobotellón in Sevilla in maart 2004 toen 70.000 personen samenkwamen.

## Maatregelen
De Spaanse overheid tracht zowel op gemeentelijk als nationaal niveau de overlast van botellones te beperken. Een van deze maatregelen is een nationaal verbod op verkoop van alcoholische drank na 22.00 uur in supermarkten en slijterijen. Dit verbod bleek echter een wassen neus omdat de deelnemers enerzijds de drank gewoon van tevoren gingen kopen en anderzijds controle voornamelijk in de buurt van botellónlocaties als parken plaatsvond en verder gelegen winkels het verbod negeerden. Soms komt de politie ook naar een botellón om de deelnemers naar een andere locatie te verwijderen. De deelnemers werken in dergelijke gevallen vaak mee, hoewel minderjarigen het risico lopen naar huis te worden gebracht met een boete. Andere steden sluiten 's nachts hun parken zodat hier geen botellones kunnen plaatsvinden, of ze wijzen speciale locaties aan.

## Verbod
Sinds 2002 geldt in Spanje een wet die het consumeren van alcoholische drank op openbare plaatsen zoals op straat of in parken verbiedt op straffe van een boete. Dit heeft het fenomeen niet kunnen terugdringen. Het is vaak lastig onderscheid te maken tussen wel- en niet-alcoholische dranken. Bevat een fles water of wodka? En is vruchtensap gemixt met sterkedrank of niet? Een hardere houding van de Spaanse overheid ten opzichte van botellones leidde ertoe drinkers in sommige gevallen de confrontatie met de politie aangingen.

## België
In juni 2009 is de eerste Vlaamse botellón in Gent georganiseerd. Hoewel burgemeester Termont aangaf dat het feest "heel gezellig" was, heeft de gemeente de organisator een rekening van 1310 euro gepresenteerd bestaande uit schoonmaakkosten en een boete, omdat de organisator niet van tevoren een vergunning voor het geven van een straatfeest had aangevraagd, en de gemeente nu ineens extra kosten moest maken. De organisator, die zelf geschrokken was van het succes, heeft zich meegaand opgesteld.